# Țibăneștii Buhlii
Țibăneștii Buhlii – wieś w Rumunii, w okręgu Vaslui, w gminie Băcești. W 2011 roku liczyła 207 mieszkańców.